# Bad Rothenfelde
Bad Rothenfelde es un municipi de Baixa Saxònia (Alemanya). Està situat pocs quilòmetres al sud del bosc Teutònico (Teutoburger Wald) a la regió del Münsterland. La muntanya més alta de la comarca és el Kleine Berg (208 m) a l'oest de la frontera de la comarca.

## Personalitats
Les personalitats següents estan vinculats a la ciutat de Bad Rothenfelde:
- 1940, Hans-Jürgen Fip, polític
- 1946, 20 d'agost, Hans Meiser, moderador de televisió
- 1951, 7 d'abril, Cora Stephan, periodista i escriptora
- 1963, 12 de juliol, Enak Ferlemann, polític